# Retallador

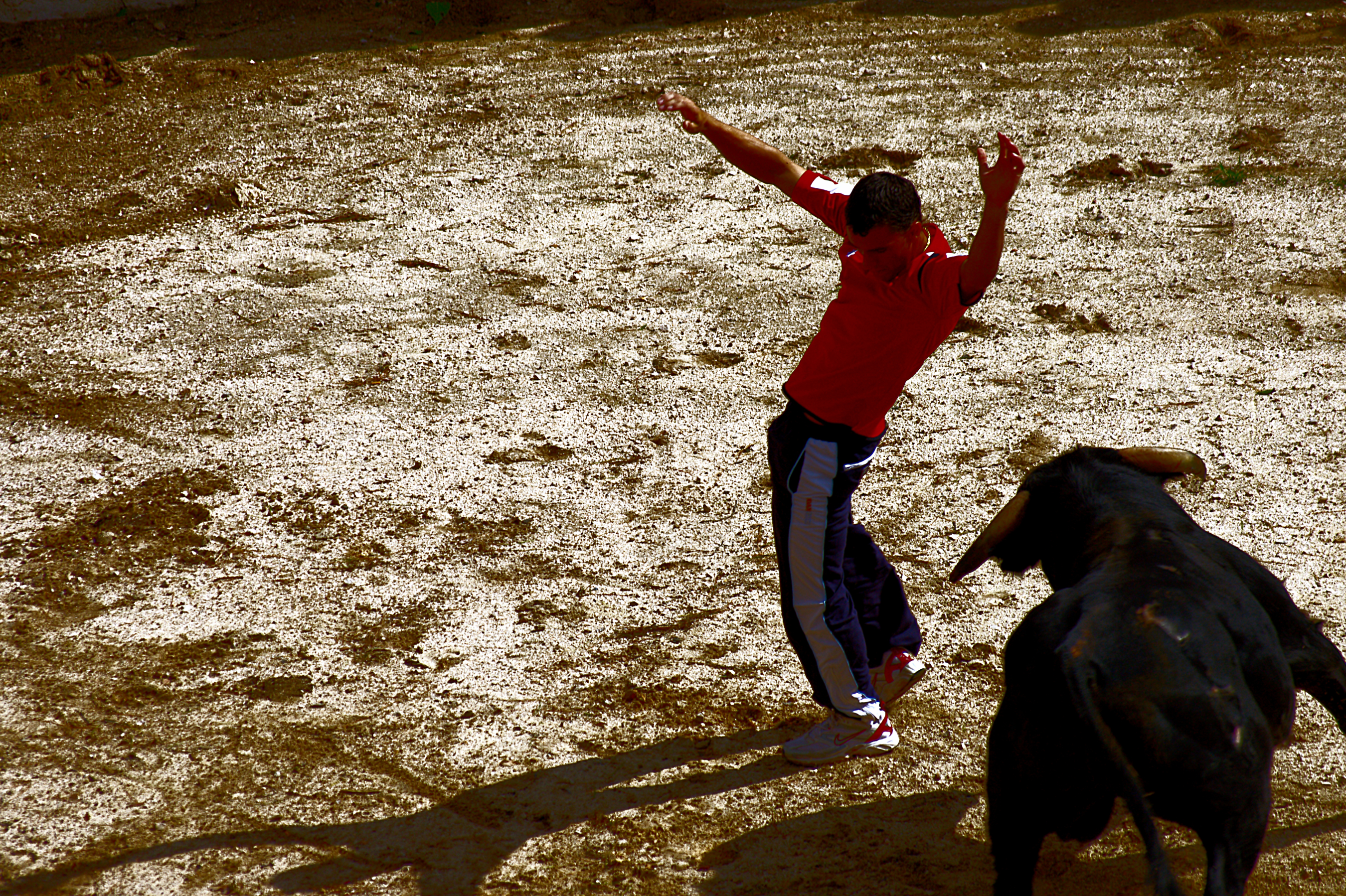
Un jove retallant un toro

El retallador és una persona que es juga la vida davant un bou en les curses de braus.

## Modalitats
Entre les modalitats pot haver-hi salts, fintes i retalls:

### Salts
Salt de l'Àngel: El retallador se salta el bou, acostuma a ser arrossegat per un altre retallador que l'ajuda a portar-li el bou. El retallador corre cap al bou i quan el retallador preveu que se'l saltarà i el bou no el tocarà ni al principi ni al final, salta i quan està a l'aire realitza perfectament la forma de l'àngel formant una horitzontalitat total amb el bou i caient de tombarella. Aquest salt s'ha d'agafar molta força amb els peus per assolir l'altura ideal per a saltar-se el bou.
Salt a peus junts: El retallador se situa al mig de la plaça i amb un mocador es lliga els peus a l'altura dels turmells. Quan s'ho a lligat, crida al bou i quan aquest bé, el retallador just en l'últim moment salta aixecant molt els genolls i estirant les cames cap endavant formant una L per sobre del bou. Si surt bé el salt el retallador caurà dempeus a terra amb el mocador lligat encara. Per fer aquest salt es necessita molta força als bessons i als abdominals per aguantar la forma de la L, aquest salt no el pot fer gairebé ningú, només els privilegiats amb una gran condició física i força a les cames.

Mortal endavant: Salt de molta dificultat que necessita gran valentia, el retallador es troba que el seu cap pot xocar amb el llom del bou i no és gens fàcil. El bou serà arrossegat per un altre retallador amb una jaqueta o corrent sols fins a l'altre retallador que serà a l'altre punta esperant i quan el bou comenci a córrer aquest també ho farà i quan es trobin el retallador saltarà amb un bon for cop de peus cap amunt, tapant-se el cap amb les mans i rodant a l'aire, i caure de peu quan el bou ja ha passat. Les mans al cap són fonamentals, ja que si no se salta prou podríem xocar amb el llom del bou i amb les mans evitem el cop, rodaríem més i cauríem amb un bon cop però no tant com si fos del llom. L'important del salt és perdre la por, saltar molt amunt i rodar ràpid per poder caure dempeus.
Mortal enrere: El salt més complicat que existeix i que només es coneix un retallador que el faci(Julià Gomez Carpio de Morata de Tajunya). Aquest consisteix en el mateix que el mortal endavant amb l'única diferència que el retallador salta girant l'esquena al bou. L'important d'aquest salt és agafar-se les cames a l'aire per rodar enrere i no tenir por en saltar cap enrere. És el més difícil encara que la seva pràctica no és tan complexa de fer, és més la por de girar l'esquena al bou i trobar el moment en què saltar que la de fer el moviment.

### Fintes
Finta: És la finta més senzilla de fer, però també la que més diferència de puntuació del jurat podem trobar. Es tracta de posar-se a un lloc escollit a la plaça, contra més al mig es faci major puntuació té la finta perquè més lluny estarà el lloc per resguardar-se i, per tant, més valentia demostrarà el retallador. La finta normal consisteix a cridar de cara al bou i quan està a uns cinc metres fer una passada horitzontal cap al costat, on el bou anirà i tornar el peu al lloc original. Com més esperem a fer la passada horitzontal i més aguantem en tornar al lloc d'origen major puntuació aconseguirem. Després de fer la finta contra més quiets i tranquils ens quedem mirant el bou més puntuació hi haurà, el retallador ha de demostrar que no té por. També depèn de la manera com marquem la finta, com més exagerada, amb els braços i fen un cop de peu fort, o més dissimulada, movent lentament el peu al lloc d'origen amb les mans quietes i fent molt poc cop amb el peu sense marcar la finta, contra més dissimulada sigui la nostra finta més puntuació obtindrem però major probabilitat de ser ferits pel bou. Els dos millors retalladors d'aquesta finta són Cèsar Palacios d'Almassora i Albert Buj "Langosta" de Terol.
Finta amb les mans a les butxaques: És el mateix que la finta normal amb la diferència de tenir les mans a les butxaques. És tot igual l'únic que aquest és una mica més difícil al no poder marcar la finta amb el braç i no poder arquejar tant el cos al tenir les mans a les butxaques.
Finta de genolls: Finta de difícil execució i de molt perill. Es rep al bou de cara i de genolls, però en aquest cas s'acostuma a fer a uns 10 metres d'alguna barrera perquè si el bou es girés ràpid o fos ferit el retallador els altres retalladors podrien traure-li el bou fàcilment. Consisteix a fer una finta amb les mans i el tronc superior donant un cop i inclinant-nos cap a un costat i després de fer-ho tornar al lloc d'origen. El cop s'ha de donar de prop al bou perquè és fàcil que rectifiqui la trajectòria i s'emporti al retallador, perquè els bous abaixen el cap per atacar i en estar de genolls en cap moment et perd de vista. És una finta on la por té un paper important en veure el bou des de baix i semblar molt més gran del que realment és i d'aguantar en fer la finta en el moment idoni per a fer-la i no precipitar-se donant temps al bou de rectificar. Després de la finta com més s'aguanti de genolls sense mirar el bou més valor es té, però és inevitable no mirar el bou.
Finta de genolls i d'esquenes: És igual que la de genolls de cara però amb la dificultat d'anar d'esquenes. Hi ha una diferència en la manera de rebre al bou perquè si no seria impossible. Es comença a caminar de genolls i d'esquenes mirant al bou i quan ja s'apropa marques la finta com abans però mirant enrere i sempre cap al costat cap on caminàvem i tornar ràpidament a la situació d'origen. Cal dir que és molt perillós i que moltes vegades el retallador pateix algun cop o ferida per la banya del bou. L'especialista en aquesta finta és David Sànchez "El Rata" de Borriana.
Finta de genolls, d'esquenes i amb mirall: De la mateixa manera que l'anterior però amb una gran diferència. El retallador no mira el bou en cap moment i es guia amb un mirallet que porta a la mà. En aquest cas el retallador no es mou com l'anterior sinó que l'espera quiet i ho fa en el moment precís. Hem de pensar que és la finta més difícil al no veure el bou en cap moment i que és de molt valor fer-la. El bou es veu però no es té la referència que es té veient-lo de cara. El millor i un dels pocs retalladors que fa això és el Jordi "Guinda" de Valladolid.
Finta d'esquenes: És la finta normal però d'esquenes. Es perd visió del bou però no té molta dificultat. És més difícil però al no poder ajustar tant es perd valor i és millor fer-ho de cara i ajustant que d'esquenes.
Revers: S'assembla a la finta de cara i a la finta d'esquenes, és la barreja dels dos. És d'un grau alt de dificultat i no és assequible per a molts retalladors. El retallador es col·loca de cara al bou i quan aquest bé fa la finta però la fa donant-se la volta i l'acaba fent d'esquena i després de marcar la finta es torna cap a l'altre costat i acaba fent una volta sencera sobre ell mateix, acaba tal com havia començat. La finta es marca amb el braç perquè el bou no acostuma a anar a la finta, ja que està molt poc marcada i la volta sobre un mateix ha de ser al mateix temps que el bou passa i en tot moment se li dona l'esquena al bou, cosa que la fa molt impressionant, per aquesta sort el mestre i dels pocs que el fa és el Ramon Bellver "El Blanco" de Massamagrell, també cal recordar que aquest retallador ha estat ferit molts cops en aquesta sort i tot i així la continua fent.
Finta del pas endavant: El retallador se situa de costat al bou, el crida i quan aquest bé fa una passada endavant i just quan el bou sembla que l'agafarà torna a la posició inicial el peu i el bou passa a escassos centímetres del retallador. És una finta on el retallador ha de tenir excel·lents reflexos per a tornar en l'últim moment a la posició d'origen però en tenir el cos tirat endavant a vegades el bou amb les potes de darrere o amb la panxa colpeja el retallador i el tira a terra, això no és perillós però si el bou es gira just després de tirar-lo pot fer-li molt mal. És una finta on l'habilitat de tirar el peu enrere i els reflexos de fer-ho al últim moment juguen molt la sort del retallador, ja que és una finta d'alta puntuació a causa de la seva gran dificultat. L'especialista d'aquesta finta era Xavier Romero "El Tavi" de Terol, però en nàixer el seu fill es va retirar per a dedicar-se a una feina estable i a no jugar-se la vida cada tres dies.
Finta a taules: És com la finta normal però amb la diferència de fer-ho amb una mà a taules (barrera de les places de bous). Es crida al bou de cara però amb l'ajut d'algun altre retallador que va per fora la plaça per dins les taules amb un capot fins que està suficientment prop del retallador que farà la finta, fent una finta normal però ajustant molt en tenir el bou a sobre i jugant-se molt el cos perquè si fons agafat pel bou l'atrinxeraria a taules i seria impossible traure-li el bou. Més que la dificultat és el valor de fer-ho sense pensar en les conseqüències.
Finta de la cadira: El retallador espera al bou al mig de la plaça assegut en una cadira i el crida i quan està a prop d'ell s'aixeca una mica marca la finta i torna a l'origen, com una finta normal, però el bou s'acostuma a emportar la cadira. La dificultat d'aquesta sort és aguantar el màxim temps assegut i alhora de marcar la finta aixecar-se el mínim de la cadira per si el bou l'envestia, com acostuma a passar. Aquesta finta no té massa puntuació en ser fàcil de fer per tots els retalladors.

### Retalls
Retall: És crida el bou de front, corrent fas un arc deixant que el bou s'apropi a tu i quan t'està a punt de tocar fas amb els ronyons força cap endavant i tires els braços cap enrere, fent un arc com més baix millor per sobre del bou, on les banyes de l'animal passen el més a prop possible dels ronyons del retallador. Moltes vegades el que succeeix és que al retallador ajusta tant que el bou li estripa la samarreta. El retall no es pot fer de qualsevol manera; el retallador ha d'inspirar al públic i al jurat confiança i tranquil·litat, contra més tranquil i natural ho faci més puntuació rep. El retallador ha de saber mantenir la calma en tot moment i just després del retall ha de sortir caminant i sense necessitat de mirar el bou sabent que ha passat per on ell volia. També el jurat valora molt l'arc que fas, ja que hi ha vegades que no es fa l'arc però s'ajusta molt i això l'únic que comporta és una trompada o el simple fet d'ajustar per ajustar quan això no és el que s'ha de fer, s'ha de crear art. L'especialista i guanyador del "Corte", el retall anomenat a Castella, durant molts anys seguits està sent Jesús Sanz "El Parri" de la Parrilla, un retallador que inspira tranquil·litat i molta confiança davant el bou i que el fa passar per on ell vol, el Parri anomena així al retall: "Cridar-lo de cara, calmar-lo, portar-lo on tu vols, guanyar-li la cara, passar-lo de prop, trencar-ho, un instant de por, dues mirades i sortir caminant, tranquil ja que las deixat sense saber que ha passat.
Retall castellà o rodada valenciana: Un retall que no s'acostuma a fer en concursos pel seu poc valor al jurat, però que igualment es fa pels retalladors menys atrevits. La rodada o retall castellà es fa cridant al bou des d'un costat de la barrera corrent fent un arc, cridant al bou amb una trepitjada i un crit quan estàs a prop i just quan el bou t'ataca i tu fas l'arc més pronunciat pots abaixar el cap per fer un "cara a cara" amb el bou mentre el rodes fent l'arc, si abaixes el cap és més espectacular però els jutges acostumen a donar poc valor aquest retall. Aquest retall és més utilitzat al carrer amb bous serrils (bou que mai ha estat torejat, tots els de concurs ho són) i de corro (bou torejat en molts llocs).

## Campeons d'Espanya de retalladors

### Concurs de retalladors de Las Ventas (Madrid)
Es va celebrar el concurs nacional de retalls a la Plaça de Toros de Las Ventas (Madrid) de l'any 2003 al 2011. L'any 2012 el Concurs Nacional de Retalladors es trasllada a la plaça de toros de Saragossa.
| Ed.  | Any. | Guanyador              | Localitat       | CCAA                              | 2n Classificat        | Localitat              | CCAA                              |
| ---- | ---- | ---------------------- | --------------- | --------------------------------- | --------------------- | ---------------------- | --------------------------------- |
| I    | 2003 | Sergio Delgado         | Chinchón        | Bandera de la Comunidad de Madrid | El Nano               | Arganda del Rey        | Bandera de la Comunidad de Madrid |
| II   | 2004 | Ruben Palomino         | Conca           | Castilla-La Mancha                | Cesar Palacios        | Almazora               |                                   |
| III  | 2005 | Sergio Delgado         | Chinchón        | Bandera de la Comunidad de Madrid | El Chato              | Morata de Tajuña       | Bandera de la Comunidad de Madrid |
| IV   | 2006 | Jesus Sanz "El Parri"  | La Parrilla     |                                   | El Chispa             | Valdilecha             | Bandera de la Comunidad de Madrid |
| V    | 2007 | Sergio Delgado         | Chinchón        | Bandera de la Comunidad de Madrid | Jesus Sanz "El Parri" | La Parrilla            |                                   |
| VI   | 2008 | Sergio Delgado         | Chinchón        | Bandera de la Comunidad de Madrid | Julian Gómez Carpio   | Morata de Tajuña       | Bandera de la Comunidad de Madrid |
| VII  | 2009 | Ruben Monzón           | Arganda del Rey | Bandera de la Comunidad de Madrid | Sergio Redondo        | Arganda del Rey        | Bandera de la Comunidad de Madrid |
| VIII | 2010 | Ruben Fernandez Cuatio | Arganda del Rey | Bandera de la Comunidad de Madrid | Julian Gómez Carpio   | Morata de Tajuña       | Bandera de la Comunidad de Madrid |
| IX   | 2011 | Ruben Fernandez Cuatio | Arganda del Rey | Bandera de la Comunidad de Madrid | Daniel Alonso         | Vezdemarbán            |                                   |
| X    | 2012 | Josele                 | Peñalver        | Castilla-La Mancha                | Joel Rodriguez        | La Puebla de Montalbán | Castilla-La Mancha                |

### Lliga Nacional del Tall Pur
Tabla amb els campeons de la Lliga Nacional del Tall Pur, la final del qual se celebra cada any a Valladolid. Encara que la competició de la Lliga Nacional del Tall Pur va començar l'any 2006 en la seva 1a edició en els anys anteriors també se celebraven concursos.
| Ed.  | Any  | Guanyador                   | Localitat         | CCAA                              | 2n Classificat              | Localitat         | CCAA                              |
| ---- | ---- | --------------------------- | ----------------- | --------------------------------- | --------------------------- | ----------------- | --------------------------------- |
|      | 2005 | Jesus Sanz "Parri"          | La Parrilla       |                                   |                             |                   |                                   |
| I    | 2006 | Enrique de Frutos           | Mojados           |                                   | El Parri                    | La Parrilla       |                                   |
| II   | 2007 | Jose Carlos Corpa           | Carabanchel       | Bandera de la Comunidad de Madrid | Victor Holgado              | Vezdemarbán       |                                   |
| III  | 2008 | Victor Holgado              | Vezdemarbán       |                                   | M. A. Maestre "Pirri"       | Castronuño        |                                   |
| IV   | 2009 | M. A. Maestre "Pirri"       | Castronuño        |                                   | Jose Mendez "El Moro"       | Arganda del Rey   | Bandera de la Comunidad de Madrid |
| V    | 2010 | Alejandro Garcia "Pajarito" | Medina de Rioseco |                                   | Rúben Sánchez               | Valladolid        |                                   |
| VI   | 2011 | Daniel Alonso               | Vezdemarbán       |                                   | Victor Holgado              | Vezdemarbán       |                                   |
| VII  | 2012 | Victor Holgado              | Vezdemarbán       |                                   | Alejandro Garcia "Pajarito" | Medina de Rioseco |                                   |
| VIII | 2013 | Cristian Moras              | Medina del Campo  |                                   | El Peta                     | Arganda del Rey   | Bandera de la Comunidad de Madrid |

### Concurs de retall lliure de Saragossa
Taula amb els campeons del concurs de retall lliure de Saragossa. Se celebra durant la fira del Pilar se sol celebrar el matí del dia 12 d'octubre.
| Ed.  | Any  | Guanyador              | Localitat             | CCAA                              | 2n Classificat         | Localitat           | CCAA                              |
| ---- | ---- | ---------------------- | --------------------- | --------------------------------- | ---------------------- | ------------------- | --------------------------------- |
| I    | 2000 | Javier Calleja         | Carpio del Campo      |                                   |                        |                     |                                   |
| II   | 2001 | El Nano                | Arganda del Rey       | Bandera de la Comunidad de Madrid | Abraham Herranz Armada | Nava de la Asunción |                                   |
| III  | 2002 | Sergio Delgado         | Chinchón              | Bandera de la Comunidad de Madrid |                        |                     |                                   |
| IV   | 2003 | El Chato               | Morata de Tajuña      | Bandera de la Comunidad de Madrid |                        |                     |                                   |
| V    | 2004 | Javi Campos            | Massamagrell          |                                   |                        |                     |                                   |
| VI   | 2005 | Asier Gonzalez         | Tafalla               |                                   | Jesus Sanz "El Parri"  | La Parrilla         |                                   |
| VII  | 2006 | Jesus Sanz "El Parri"  | La Parrilla           |                                   | Javier Romero "Tavi"   | Teruel              |                                   |
| VIII | 2007 | Sergio Delgado         | Chinchón              | Bandera de la Comunidad de Madrid | Alejandro Garcia       | Medina de Rioseco   |                                   |
| IX   | 2008 | Ruben Fernandez Cuatio | Arganda del Rey       | Bandera de la Comunidad de Madrid | Alejandro Garcia       | Medina de Rioseco   |                                   |
| X    | 2009 | David Cortes           | Alabate del Arzobispo |                                   | El Chispa              | Valdilecha          | Bandera de la Comunidad de Madrid |
| XI   | 2010 | Josele                 | Peñalver              | Castilla-La Mancha                | El Chipu               | Arganda del Rey     | Bandera de la Comunidad de Madrid |
| XII  | 2011 | Josele                 | Peñalver              | Castilla-La Mancha                | El Peta                | Arganda del Rey     | Bandera de la Comunidad de Madrid |
| XIII | 2012 | El Peta                | Arganda del Rey       | Bandera de la Comunidad de Madrid | Sergio Delgado         | Chinchón            | Bandera de la Comunidad de Madrid |
| XIV  | 2013 | El Peta                | Arganda del Rey       | Bandera de la Comunidad de Madrid | Andres Civera          | Sagunto             |                                   |
| XV   | 2014 | Dani Alonso            | Vezdemarban           |                                   | El Peta                | Arganda del Rey     | Bandera de la Comunidad de Madrid |
| XVI  | 2015 | Alberto Cozar          | Yeste                 | Castilla-La Mancha                | El Peta                | Arganda del Rey     | Bandera de la Comunidad de Madrid |
| XVII | 2016 | Use                    | La Seca               |                                   | Cristian Blanco        | Vall D´Uixo         |                                   |

### Concurs Nacional de Talls de Medina del Campo
És el concurs de retalladors més antic, ja que es va instaurar el 1981. Se celebra cada any a Medina del Campo (Valladolid). El nom tradicional que rep aquest concurs és el de "Campionat Nacional de Talls de Cadells de Medina del Campo"
| Ed.    | Any  | Guanyador                | Localitat        | CCAA                              | 2n Classificat              | Localitat           | CCAA                              |
| ------ | ---- | ------------------------ | ---------------- | --------------------------------- | --------------------------- | ------------------- | --------------------------------- |
| XVIII  | 1998 | Joaquin Grana "Chino"    | Boecillo         |                                   |                             |                     |                                   |
| XIX    | 1999 | Julian Alvarez "Botones" | Medina del Campo |                                   |                             |                     |                                   |
| XX     | 2000 | Juan Manuel Lazaro       | Medina del Campo |                                   |                             |                     |                                   |
| XXI    | 2001 | Jaime Hernandez          | Cubo del Vino    |                                   |                             |                     |                                   |
| XXII   | 2002 | Luis Manuel Sánchez      | Carpio del Campo |                                   |                             |                     |                                   |
| XXIII  | 2003 | Jose Carlos Corpa        | Carabanchel      | Bandera de la Comunidad de Madrid |                             |                     |                                   |
| XXIV   | 2004 | Luis Manuel Sánchez      | Carpio del Campo |                                   | Abraham Herranz             | Nava de la Asunción |                                   |
| XXV    | 2005 | Luis Manuel Sánchez      | Carpio del Campo |                                   | Jesus Sánz "El Parri"       | La Parrilla         |                                   |
| XXVI   | 2006 | Jesus Sánz "El Parri"    | La Parrilla      |                                   | Carlos Rodriguez            | Arroyo de Cuellar   |                                   |
| XXVII  | 2007 | Jesus Sánz "El Parri"    | La Parrilla      |                                   |                             |                     |                                   |
| XXVIII | 2008 | Victor Holgado           | Vezdemarban      |                                   | Sergio Delgado              | Chinchón            | Bandera de la Comunidad de Madrid |
| XXIX   | 2009 | Josele                   | Peñalver         | Castilla-La Mancha                | Victor Holgado              | Vezdemarban         |                                   |
| XXX    | 2010 | Victor Holgado           | Vezdemarban      |                                   | Ander Garcia                | Peñafiel            |                                   |
| XXXI   | 2011 | Daniel Alonso            | Vezdemarban      |                                   | Alejandro Garcia "Pajarito" | Medina de Rioseco   |                                   |
| XXXII  | 2012 | El Pirri                 | Castronuño       |                                   | Sergio de las Heras         | Tudela de Duero     |                                   |
| XXXIII | 2013 | El Peta                  | Arganda del Rey  | Bandera de la Comunidad de Madrid | Daniel Alonso               | Vezdemarban         |                                   |

### Concurs de Falles de València
| Ed.   | Any  | Guanyador                   | Localitat         | CCAA                              | 2n Classificat         | Localitat        | CCAA                              |
| ----- | ---- | --------------------------- | ----------------- | --------------------------------- | ---------------------- | ---------------- | --------------------------------- |
| VII   | 2002 | El Rata                     | Borriana          |                                   |                        |                  |                                   |
| VIII  | 2003 | El Blanco                   | Massamagrell      |                                   |                        |                  |                                   |
| IX    | 2004 | El Rata                     | Borriana          |                                   |                        |                  |                                   |
| X     | 2005 | El Blanco                   | Massamagrell      |                                   | El Chato               | Morata de Tajuña | Bandera de la Comunidad de Madrid |
| XI    | 2006 | Cesar Palacios              | Almassora         |                                   | Sergio Delgado         | Chinchón         | Bandera de la Comunidad de Madrid |
| XII   | 2007 | Jesus Sanz "El Parri"       | La Parrilla       |                                   | Javier Romero "Tavi"   | Terol            |                                   |
| XIII  | 2008 | Alejandro Garcia "Pajarito" | Medina de Rioseco |                                   | Jorge Cervera          | Bugarra          |                                   |
| XIV   | 2009 | Sergio Delgado              | Chinchón          | Bandera de la Comunidad de Madrid | Ruben Fernandez Cuatio | Arganda del Rey  | Bandera de la Comunidad de Madrid |
| XV    | 2010 | David Casarin               | Lo Mont de Marsan | Bandera de Francia                | Ruben Fernandez Cuatio | Arganda del Rey  | Bandera de la Comunidad de Madrid |
| XVI   | 2011 | Conrado Ortiz               | Conca             | Castilla-La Mancha                | Javi Lopez "Glandu"    | Puçol            |                                   |
| XVII  | 2012 | Sergio Delgado              | Chinchón          | Bandera de la Comunidad de Madrid | Antonio Ojeda          | Quart de Poblet  |                                   |
| XVIII | 2013 | Sergio Delgado              | Chinchón          | Bandera de la Comunidad de Madrid | Pedro Pulido           | Xirivella        |                                   |

### Concurs Nacional de Retalls de Castelló
| Ed.  | Any  | Guanyador           | Localitat                | CCAA                              | 2n Classificat         | Localitat             | CCAA                              |
| ---- | ---- | ------------------- | ------------------------ | --------------------------------- | ---------------------- | --------------------- | --------------------------------- |
| I    | 2000 | El Blanco           | Massamagrell             |                                   |                        |                       |                                   |
| II   | 2001 | Raúl Tauste         | Onda                     |                                   |                        |                       |                                   |
| III  | 2002 | Juan Manuel Lazaro  | Medina del Campo         |                                   |                        |                       |                                   |
| IV   | 2003 | Sergio Delgado      | Chinchón                 | Bandera de la Comunidad de Madrid |                        |                       |                                   |
| V    | 2004 | Cesar Palacios      | Almassora                |                                   |                        |                       |                                   |
| VI   | 2005 | Cesar Palacios      | Almassora                |                                   |                        |                       |                                   |
| VII  | 2006 | El Rata             | Burriana                 |                                   | Cesar Palacios         | Almassora             |                                   |
| VIII | 2007 | El Rata             | Borriana                 |                                   |                        |                       |                                   |
| IX   | 2008 | Pedro Imaz          | Fuentesauco              |                                   | Cesar Palacios         | Almassora             |                                   |
| X    | 2009 | Yon Ander           | Quintanilla de la Serena |                                   | Raul Robles            | Almassora             |                                   |
| XI   | 2010 | El Peta             | Arganda del Rey          | Bandera de la Comunidad de Madrid | Isaac Alvarez          | Castelló              |                                   |
| XII  | 2011 | Javi Lopez "Glandu" | Puçol                    |                                   | Ruben Fernandez Cuatio | Arganda del Rey       | Bandera de la Comunidad de Madrid |
| XII  | 2012 | Conrado Ortiz       | Torrejoncillo del Rey    | Castilla-La Mancha                | Josele                 | Peñalver              | Castilla-La Mancha                |
| XIII | 2013 | Sergio Delgado      | Chinchón                 | Bandera de la Comunidad de Madrid | Conrado Ortiz          | Torrejoncillo del Rey | Castilla-La Mancha                |